# Браниште
Бра́ниште (болг. Бранище) — село в Добрицькій області Болгарії. Входить до складу общини Добричка.

## Населення
За даними перепису населення 2011 року у селі проживали 394 особи.
Національний склад населення села:
| Національність   | Кількість осіб | Відсоток |
| ---------------- | -------------- | -------- |
| болгари          | 316            | 83,4%    |
| турки            | 36             | 9,5%     |
| цигани           | 12             | 3,2%     |
| інша             | 3              | 0,8%     |
| не визначились   | 12             | 3,2%     |
| Всього відповіли | 379            |          |

Розподіл населення за віком у 2011 році:
Динаміка населення: